# Pancetta

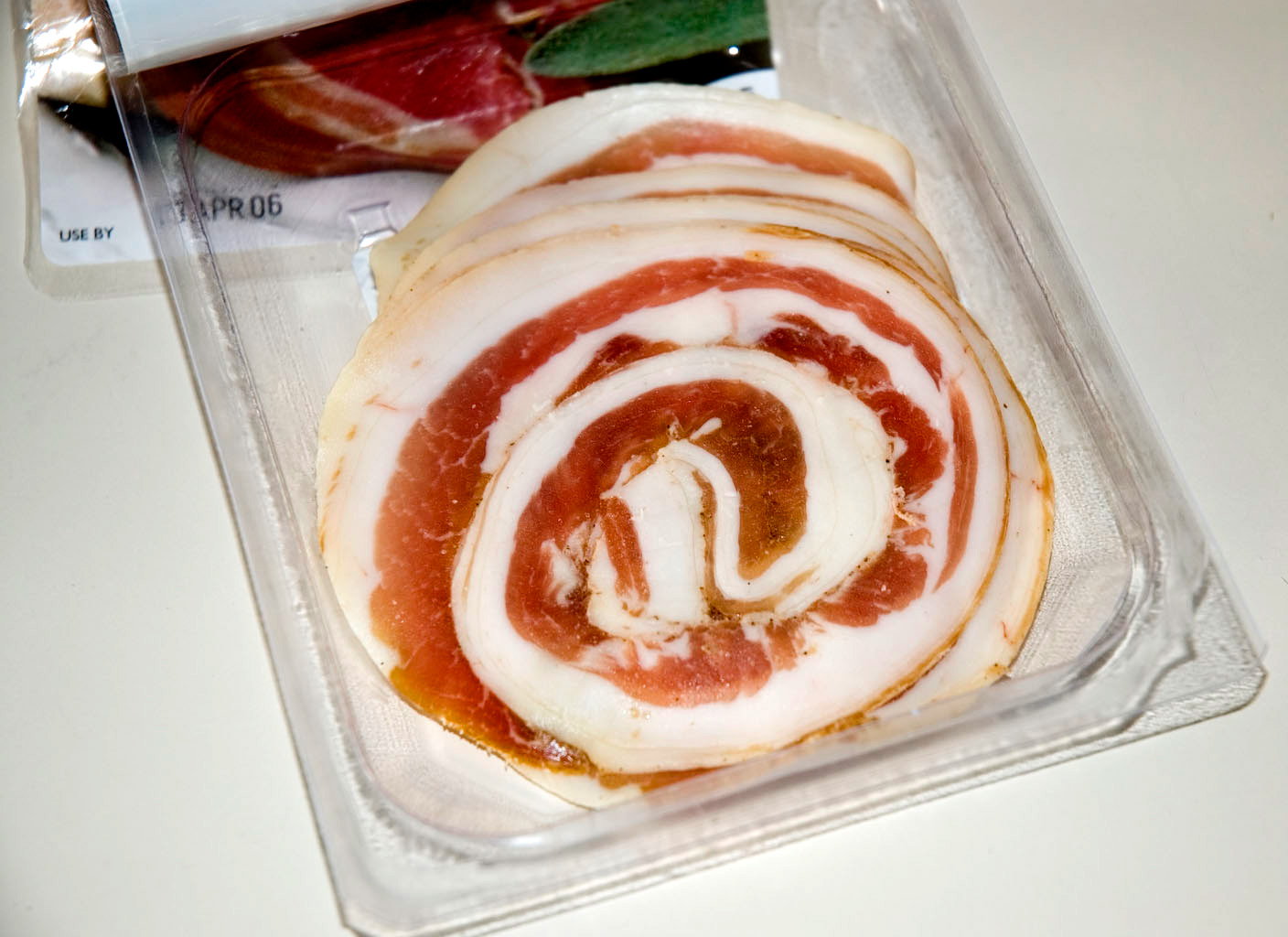
Pancetta embalada em forma de rolo.

Pancetta (pron.: AFI: [panˈtʃetːa]; "barriguinha", em italiano), também dita panceta (AFI: [panˈθeta]), na Espanha, é um tipo de carne suína curada e seca. Tipicamente produzida na Itália, país onde se originou, consiste em barriga de porco que foi curada no sal previamente, salgada e temperada (com noz-moscada, pimenta, funcho, e alho, entre outros), e seca por cerca de três meses (porém não defumada). Existem diversas variedades, e cada região do país produz seu próprio tipo.
A pancetta industrializada pode vir na forma de rolo ou plana, com toda a gordura de um só lado. Na Itália e Espanha a pancetta caseira ainda costuma ser produzida e consumida em grande escala. É servida em fatias finas, quando é consumida sozinha, porém também é utilizada para dar sabor a outros pratos, especialmente molhos para massas. Receitas como o sugo all'amatriciana a utilizam como substituto para o guanciale, que é difícil de ser encontrado fora da Itália.
Na Espanha porções relativamente grossas são servidas como acompanhamento, muitas vezes fritas no azeite ou em sua própria gordura. Ovos fritos com chorizo e panceta formam um café-da-manhã popular em algumas partes rurais do país.
Resumidamente, pode-se igualá-la ao bacon.

## Fonte
- The difference between pancetta and prosciutto? - FOODday, OregonLive.com, 6 de janeiro de 2009.